# Rathaus (Rottenmann)

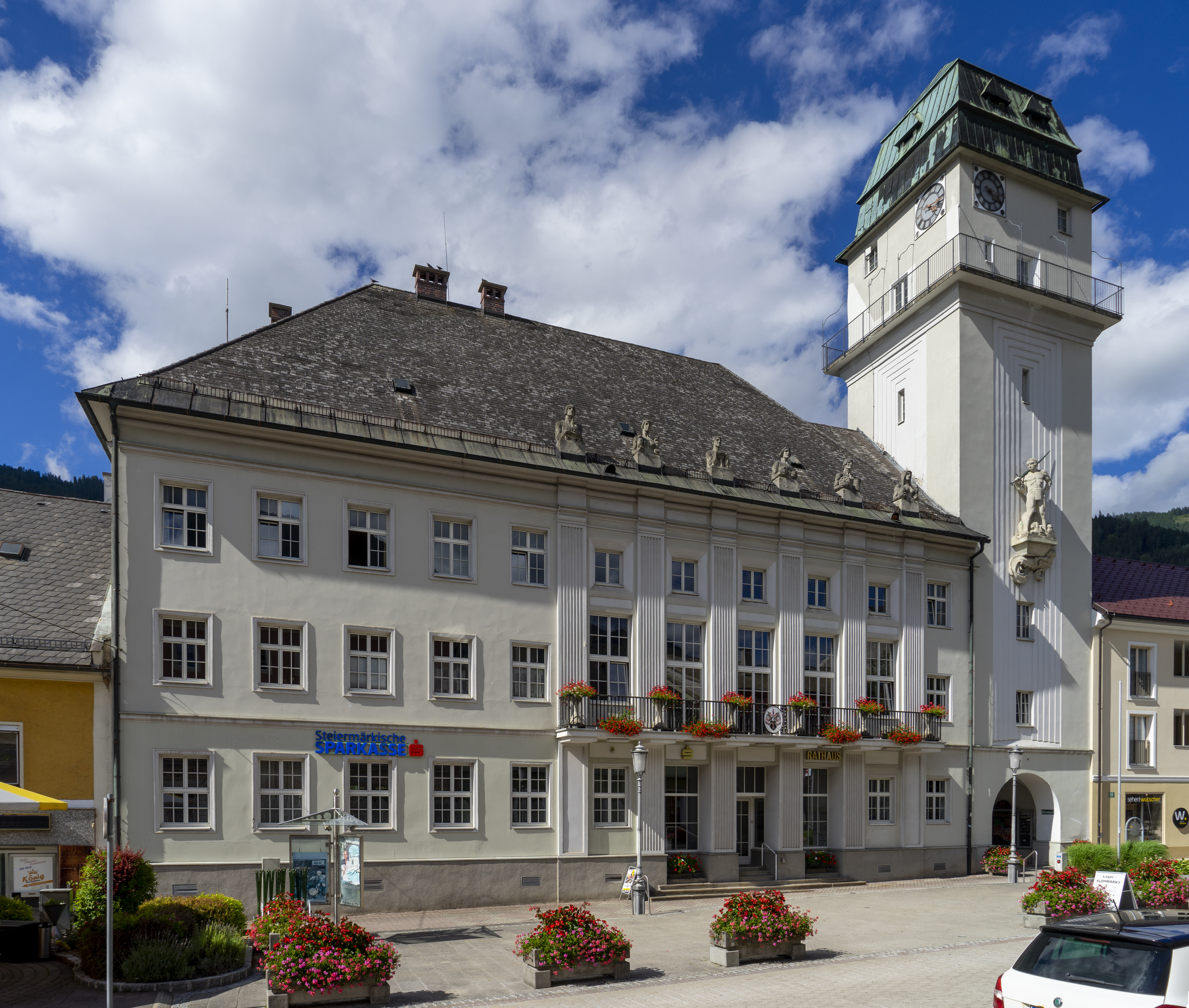
Rottenmanner Rathaus

Das Rottenmanner Rathaus am Hauptplatz in der Altstadt wurde im frühen 20. Jahrhundert im Jugendstil erbaut. Im Rathaus befindet sich die Gemeindeverwaltung von Rottenmann, die städtische Filiale der Steiermärkischen Sparkasse und ein Notariat. Im zweiten Stock befindet sich der Beratungssaal mit Balkon und das Standesamt sowie weitere Verwaltungsbüros der Gemeinde.

## Geschichte

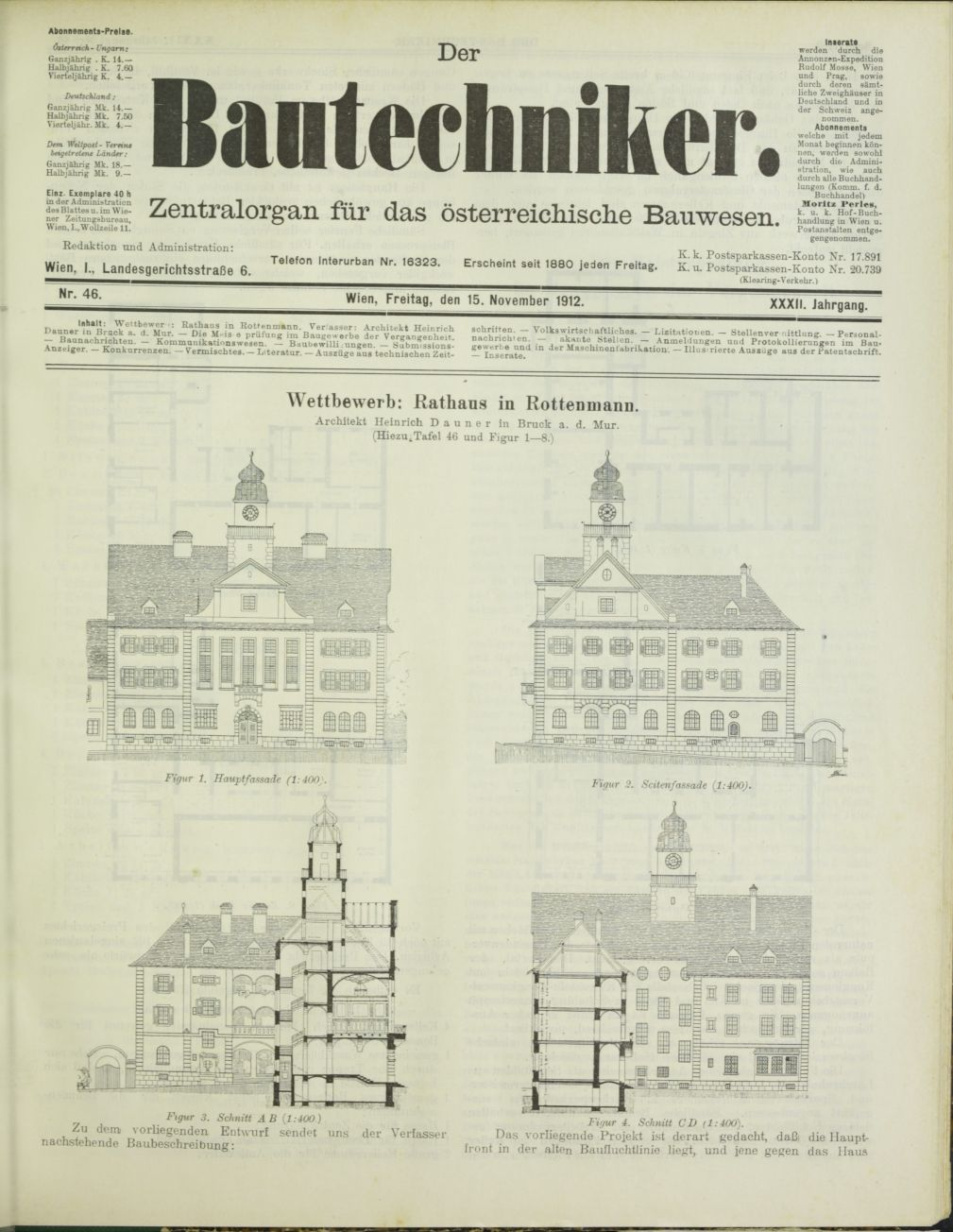
Der Plan des Rathauses nach Dauner

Anfangs kamen die Pläne von Heinrich Dauner, wurden jedoch später verworfen und als Architekt wurde der Wiener Josef Hofbauer (1875–1936) beauftragt. Das Rathaus war eines seiner ersten wichtigen Bauten. Gegenüber Dauners eher kleinteiligem, an Renaissance und Barock angelehntem Entwurf, zeichnet sich Hofbauers Konzept durch größere Klarheit und Monumentalität aus. Auch wenn in den Details die Anleihen beim Jugendstil der Wagner-Schule unverkennbar sind, steht vor allem die Hauptfassade stark in der Tradition neo-klassizistischen Bauens.

## Bau
Der Turm an sich stellt als Zeichen städtischer Herrschaft ein ausgesprochenes traditionelles Element dar, das seit dem späten Mittelalter zum festen Bestandteil von Rathausarchitektur gehörte. Das Rathaus von Rottenmann ist in seiner baulichen Gestalt also keineswegs von radikaler Modernität, sondern präsentiert sich als gelungene Neufassung einer traditionellen Bauaufgabe in den modernen Formen des Jugendstils.

### Skulpturen
Dominierendes Element ist eine monumentale Pilaster-Reihe, die sich im Sinne einer Kolossalordnung über alle Geschoße erstreckt. Die Pilaster setzen sich über der Traufe in der Attikazone des Gebäudes in Halbfiguren fort. Diese Figuren repräsentieren verschiedene Handwerke, Gewerbe und Industrien, die für die Bergbau- und Industriestadt Rottenmann von Bedeutung waren. Ausgeführt wurden sie von dem Bildhauer Wilhelm Gösser (1881–1966), einem gebürtigen Leobner, der nach Ausbildung in Wien vor allem in Graz und der Steiermark tätig war. Ähnlich wie der Architekt Hofbauer stand auch Gösser noch am Beginn seiner Karriere, als er in/für Rottenmann tätig wurde – erst 1912 hatte er sein Studium an der Wiener Akademie der Bildenden Künste abgeschlossen. 
Von Gösser stammt auch die Skulptur des Roten Manns, einem mythischen Drachentöter, nach dem Rottenmann einer Sage nach benannt ist.

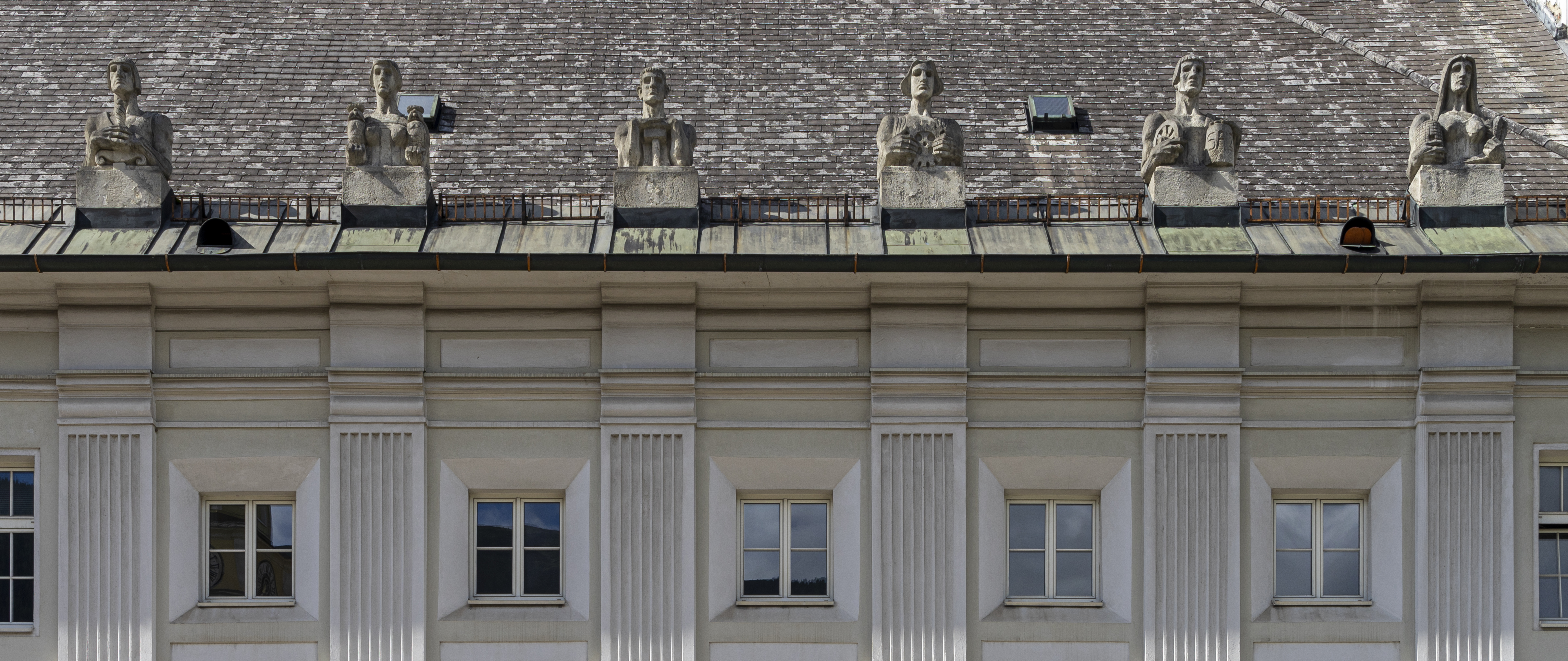
Die Pilaster-Reihe
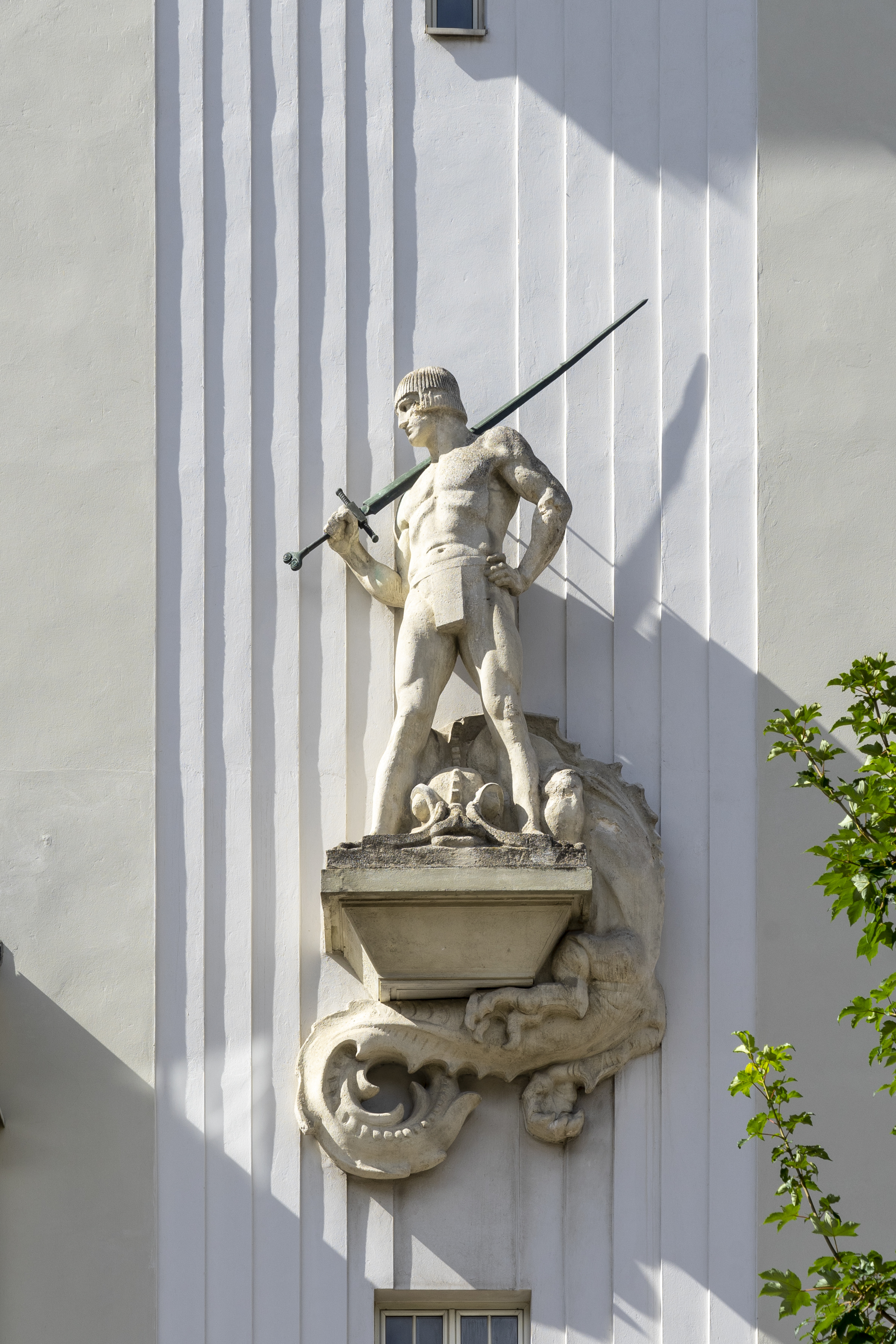
Der Rote Mann